# Clément Vismara
Clément Vismara, né le 6 septembre 1897 à Agrate Brianza et décédé le 15 juin 1988 à Mong Ping, est un prêtre catholique italien de l'Institut pontifical pour les missions étrangères, missionnaire en Birmanie. Il est connu pour son œuvre missionnaire et caritative auprès des populations indigènes birmanes. Il est vénéré comme bienheureux par l'Église catholique.

## Biographie
Clément Vismara est né à Agrate Brianza dans une famille modeste et religieuse. Dans sa jeunesse, il est confronté au décès de ses parents à quelques années d'intervalles. Appelé par la vie religieuse, c'est pendant la Première Guerre mondiale qu'il intègre l'Institut pontifical pour les missions étrangères à Milan. Il est ordonné prêtre le 23 mai 1923. 
Peu après son ordination, ses supérieurs l'envoient en Birmanie. Ayant débarqué à Taungû, c'est là qu'il apprend l'anglais et les dialectes locaux. Très souvent, les jeunes missionnaires mourraient prématurément à cause des maladies tropicales et c'est dans cet environnement primitif et inconnu que Clément Vismara se lance dans son ministère. Il concentre son apostolat auprès des tribus indigènes dans les forêts birmanes. 

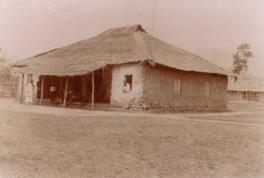
La hutte et la chapelle de Clément Vismara à Mong Lin, où il réside de 1924 à 1929.

Pendant ses soixante-cinq années d'œuvre missionnaire, il construit de nombreuses églises, des écoles, des dispensaires et des hôpitaux. Par ailleurs, il introduit de nouvelles techniques d’agriculture et d’irrigation. De plus, il forme des éleveurs, des maçons, des barbiers, des bûcherons, pour entretenir les forêts. Malgré le manque de moyens, il parvient à créer des lieux d’accueil pour les lépreux et les orphelins. Clément Vismara suscite l'admiration de la population par son style de vie austère et dénué de tout et par sa grande piété. 
Il meurt à Mong Ping le 15 juin 1988, âgé de 91 ans. Malgré les différences culturelles et religieuses, des centaines de personnes assistèrent à ses funérailles, le reconnaissant comme une "grande âme".

## Béatification
Le 18 août 1994, la Congrégation pour les causes des saints autorise l'archidiocèse de Milan à introduire la cause en béatification et canonisation de Clément Vismara. L'enquête diocésaine se clôture le 17 octobre 1998 et elle est transférée à Rome pour être étudiée par le Saint-Siège. 
Le 15 mars 2008, le pape Benoît XVI reconnaît l'héroïcité de ses vertus et le déclare vénérable.
Le 2 avril 2011, le pape signe le décret de béatification. La cérémonie est célébrée le 26 juin 2011 à Milan par le cardinal Angelo Amato.
La mémoire liturgique fixée au 15 juin.

## Sources
- http://nominis.cef.fr/contenus/saint/12610/Bienheureux-Clemente-Vismara-.html